# Pabstiella ramphastorhyncha
Pabstiella ramphastorhyncha är en orkidéart som först beskrevs av João Barbosa Rodrigues, och fick sitt nu gällande namn av L.Kollmann. Pabstiella ramphastorhyncha ingår i släktet Pabstiella och familjen orkidéer. Inga underarter finns listade i Catalogue of Life.